# 4939 Scovil
A 4939 Scovil (ideiglenes jelöléssel (4939) 1986 QL1) a Naprendszer kisbolygóövében található aszteroida. Henri Debehogne fedezte fel 1986. augusztus 27-én.